# Doña Clotilde

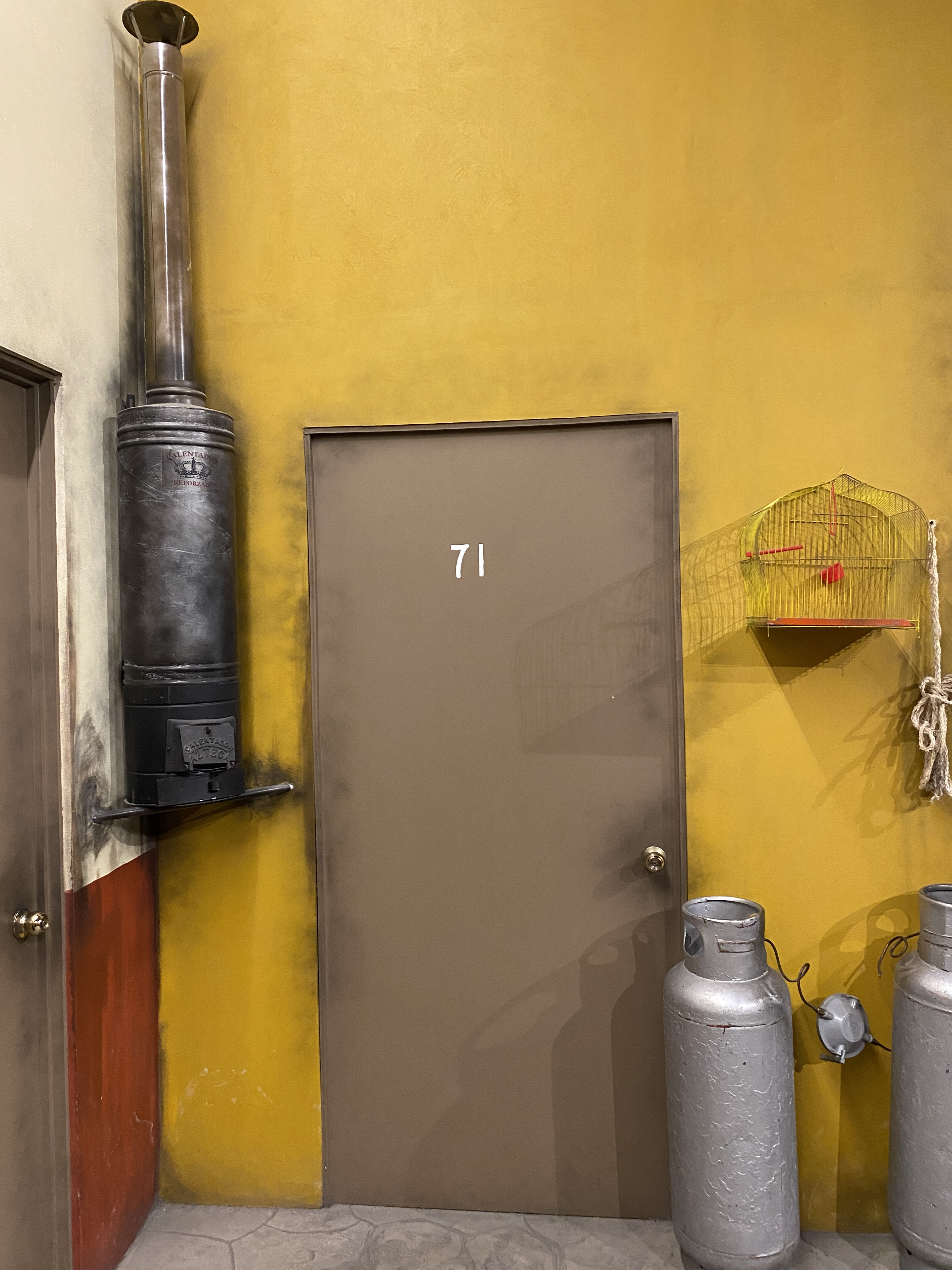
Recreación del set de El Chavo del ocho, doña Clotilde habita el departamento 71.

Doña Clotilde, conocida también cómo Doña Cleotilde,(llamada así por Don Ramón) o con el apodo de "La Bruja del 71" (en referencia al número de su departamento), es un personaje de la serie de comedia El Chavo del ocho, interpretado por la actriz Angelines Fernández. Su voz en la versión animada es caracterizada por Erika Mireles.

## Personalidad
Este personaje es el último en figurar como protagonista de la serie (sin contar a Jaimito el Cartero). El papel que interpretaba Angelines Fernández era el de una mujer de amplio comportamiento de señora mayor y conducía a otros personajes a tratarla como una anciana. De hecho, cuando insinúan que es una "venerable anciana", ella siempre menciona el "escaso" número de velitas que pone en su pastel (nunca dice más de 45). Es natural de Campeche, tal como lo mencionó en un capítulo de la serie. Vive en el departamento N.º 71, aunque anteriormente en los primeros episodios se muestra que el departamento era el N.º 5. 
Es una mujer solterona sedienta de cariño, buscándolo a menudo con Don Ramón, y para ganarse su afecto, se la vive haciéndole pasteles, dándole regalos, prestándole maletas cuando necesita, dándole medicinas para el insomnio, etc. Realmente, Don Ramón nunca es grosero con ella, pero en ocasiones llega a desesperarse de tantos coqueteos que le hace Doña Clotilde, quien finge desairarse, pero sigue siempre persistiendo en los mismos coqueteos e insinuaciones. Pero realmente, cuando a Don Ramón le importa Doña Clotilde, es cuando, por ejemplo, se desmaya en medio del patio, cuando ella se disponía a traerle cosas de la tienda o algo por el estilo.
En lo que tiene que ver con sus gastos, no se conoce la fuente de su dinero. Para explicarlo, algunos suponen que recibe una pensión. Otros dicen que, como ella siempre quiso hacer creer a todos que venía de un nivel económico más alto, tal vez sacaba su dinero de una herencia, ya que de otra forma no podría sufragar los gastos de la renta, los víveres y los regalos que ofrece a Don Ramón. Ella puede ser que reciba dinero de su hermana desde Francia. Con todo, lo que sí se sabe es que se trata de una mujer generosa, o "desprendida", como ella misma dice. Tiene una hermana menor que vive en Francia y que tiene una hija bebé, su sobrina. En una ocasión Doña Clotilde fue sustituida por un personaje extraño llamado Doña Eduviges, conocida también como "La Loca de la Escalera" (quien también estaba enamorada de Don Ramón), pero después de ambos episodios en 1973, ella desapareció devolviendo su lugar a Doña Clotilde.

## Vestimenta
Viste siempre un vestido azul  (en los primeros capítulos usaba un suéter negro además del vestido) y zapatos negros de piso. En su cabeza usa un tocado azul (rosa en los segmentos de Chespirito) con hojas de tul al estilo de los años 50, por debajo de este se pueden notar sus canas, de un aspecto artificial.

## Apodo
En todo el programa, Doña Clotilde es también llamada "La Bruja del 71" por el Chavo y los otros niños, así como por Doña Florinda, Doña Nieves, Don Ramón, Jaimito el cartero, El profesor Jirafales o El señor Barriga ocasionalmente. Este apodo se le atribuye por su supuesta apariencia de bruja, aunque ella misma lo ha propiciado en contextos claramente explícitos a ello, cuando algo huele a quemado adentro de su casa. Además, Doña Clotilde realiza una sesión espiritista en casa de Don Ramón para contactar con los "espíritus chocarreros", a los que buscaba explicar sucesos anormales ocurridos en casa de Don Ramón (provocados en realidad por el sonambulismo de éste) lo que también puede haber contribuido a su apodo de bruja, también tiene un perro llamado Satanás.

## Frases
- Wikiquote alberga frases célebres de o sobre Doña Clotilde.